# Déclaration Murayama
La déclaration Murayama (村山談話, Murayama danwa) a été prononcée par le Premier ministre japonais Tomiichi Murayama le 15 août 1995, à l'occasion du 50e anniversaire de la fin de la Seconde Guerre mondiale. Elle présente les excuses officielles du Japon pour les souffrances qu'il a infligées.
Il s'agit de la première fois depuis la fin de la guerre qu'un Premier ministre japonais exprime ses excuses sincères et reconnaît que le Japon a, « à travers sa domination coloniale et ses agressions, causé d'immenses dommages et souffrances aux populations de nombreux pays, particulièrement à celles des nations asiatiques. »
Depuis lors, c'est la position officielle du gouvernement japonais concernant les agressions militaires commises par le Japon au cours du XXe siècle, et c'est la principale excuse formulée par Tokyo pour ses crimes de guerre passés.

## Réception
Attendues depuis longtemps, ces excuses ont été globalement acceptées à travers l'Asie. Cependant, certains pays, dont la Corée du Sud et la Chine, ont certes reconnu la nécessité de ces excuses, mais ont aussi souligné qu'elles n'étaient pas assez partagées parmi les représentants japonais. Ainsi, le ministère des Affaires étrangères chinois affirme dans un communiqué que « certains Japonais, y compris parmi les cercles politiques, sont encore incapables d'adopter une attitude correcte vis-à-vis de cette période. »

## Remise en question par Abe
Vingt ans plus tard, le 14 août 2015, pour le 70e anniversaire de la capitulation du Japon, le Premier ministre japonais Shinzō Abe est le premier à ne pas présenter ses propres excuses, contrairement à Tomiichi Murayama en 1995 et Jun'ichirō Koizumi en 2005. La proximité de Abe avec l'organisation révisionniste Nippon Kaigi, et ses positions nationalistes, signent la fin des remords officiels du Japon aux yeux des voisins asiatiques, notamment la Chine et la Corée du Sud.
Le 3 août 2016, Shinzō Abe nomme Tomomi Inada à la tête des Forces japonaises d'autodéfense, alors même qu'elle nie la réalité du massacre de Nankin de 1937, et soutient qu'« il n'y avait pas besoin de s'excuser [ou de formuler des] regrets ». Elle est chargée de réformer cette institution pour en faire une armée à part entière, capable d'offensives internationales.

## Extraits de la déclaration
« Cinquante années se sont écoulées depuis que la guerre est terminée. Maintenant, quand je me remémore les nombreuses personnes chez elles ou à l'étranger qui ont été victimes de la guerre, mon cœur est submergé par un flot d'émotions.
[...]
Durant une certaine période dans un passé pas si lointain que cela, le Japon, suivant une politique nationale erronée, s'est avancé sur le chemin de la guerre, uniquement pour empêtrer le peuple japonais dans une crise fatale, et, à travers sa domination coloniale et ses agressions, a causé d'immenses dommages et souffrances aux populations de nombreux pays, particulièrement à celles des nations asiatiques. Dans l'espoir qu'une erreur de ce genre ne soit plus commise à l'avenir, je regarde, dans un esprit d'humilité, ces faits irréfutables de l'histoire, exprime ici encore une fois mes sentiments de profonds remords et prononce des excuses venant du fond de mon cœur. Permettez-moi également d'exprimer mes sentiments de deuil profond pour toutes les victimes, tant ici au Japon qu'à l'étranger, de cette histoire. »

La traduction officielle en anglais est publiée par le ministère des Affaires étrangères du Japon [(en) lire sur Wikisource]